# NGC 3405-1
NGC 3405-1 is een lensvormig sterrenstelsel in het sterrenbeeld Leeuw. Het hemelobject werd op 1 april 1864 ontdekt door de Duitse astronoom Albert Marth.

## Synoniemen
- UGC 5933
- MCG 3-28-14
- ZWG 95.33
- NPM1G +16.0236
- PGC 32414